# Tomás Antonio O'Horán y Argüello
Tomás Antonio O'Horán y Argüello (1776 - 21 de agosto de 1848) , fue un político novohispano de ascendencia irlandesa (mexicano después de la guerra de independencia), nacido y fallecido en San Francisco de Campeche, Capitanía General de Yucatán (hoy México).

## Biografía
Hizo sus estudios primarios y desempeñó algunos trabajos en Campeche hasta los 31 años de edad. El 6 de octubre de 1794 obtuvo una beca para estudiar latín y filosofía en el Seminario Conciliar de San Ildefonso, en Mérida. Terminó este curso el 14 de febrero de 1799 y se trasladó a México, donde estudió la carrera de leyes, obteniendo el título de abogado en 1805. Ingresó al cuerpo jurídico de la Real Audiencia de la Nueva España, donde se distinguió por sus brillantes trabajos, lo que le granjeó la estimación de sus superiores y además cultivó muy buenas relaciones.
A principios de 1817, teniendo 54 años de edad, se trasladó a Campeche con la comisión oficial de practicar auditoría a don Pedro Escudero de la Rocha, que desempeñaba el cargo de tesorero de la Real Audiencia en esa ciudad. El desarrollo de la auditoría se facilitó debido a que todas las cuentas estaban en orden.
Don Pedro era casado con doña Antonia de la Rocha y tenían varios hijos. Gertrudis de 19 años, de la cual se enamoró el licenciado O'Horán; al ser correspondido, fijaron la boda para diciembre de ese año...A mediados de noviembre recibió un despacho de la Corte en el que solicitaban, de inmediato, su presencia en Madrid. Ya solo tuvo tiempo de escribirle a Don Pedro a Campeche para que los planes siguieran adelante, otorgándole un poder para representarlo en ello. En Veracruz se embarcó rumbo a España y a mediados de diciembre ya estaba en Madrid. Los trámites fueron rápidos y en enero de 1818 recibió su nombramiento de Ministro Togado y Auditor de la Real Audiencia de Guatemala.
Conforme a lo planeado, el 13 de diciembre de 1817 se efectuó la boda en la residencia de don Pedro en Campeche, quien lo representó. Los testigos fueron don Antonio Maíz (sic), cura beneficiario de Ichmul; el Capitán don José María de Castro y don Pedro Escudero de la Rocha.
En Guatemala, el local de la Audiencia estaba ubicado en el centro de la ciudad, en un gran edificio construido especialmente para ello. Ahí estaba la oficina de la Auditoría. Don Tomás alquiló una preciosa mansión a dos cuadras de la plaza central y la Catedral.
Derivado de la Independencia, en 1821, en Guatemala, al desaparecer la Real Audiencia, se creó el Tribunal Superior de Justicia, ocupando ese alto cargo el Licenciado O'Horán...en diciembre de 1821 de Iturbide envió 5,000 soldados a Guatemala, asumiendo el poder supremo.
El 5 de enero de 1822 se efectuó un plebiscito, en el que los representantes de: Provincia de Guatemala, Provincia de Comayagua (Honduras), Provincia de Nicaragua y la Provincia de Costa Rica acordaron su anexión al Imperio Mexicano, lo cual se comunicó a México el día 8.

## En el año 1823
En el primer semestre de 1823 ocurrieron hechos importantes: en México hubo varios movimientos y levantamientos en contra del gobierno monárquico, por lo que el 19 de marzo Agustín I de México abdicó como emperador. Con tal motivo, el 29 de marzo, en Guatemala, el General Vicente Filísola convocó a un congreso de las provincias, el cual se realizó el 24 de junio y el 1 de julio declaró su independencia de México, acordando constituir la Federación de las Provincias Unidas de Centroamérica; Guatemala quedó como una República Federada y se designó una primera Junta Provisional presidida por el doctor Pedro Molina, que preparó las elecciones para una nueva Junta que asumió el poder en diciembre de 1823, la cual duraría dos años, presidida por Tomás O'Horán.

## Después de la presidencia
Poco después de que dejó la Presidencia, don Tomás volvió a laborar en el Tribunal Supremo de Justicia de Guatemala... Algunos años después, presionado por el presidente de la Federación de Centroamérica, General Francisco Morazán quien había sido objeto de muchos litigios por abusos cometidos y en donde Tomás había resuelto en su contra, aduciendo que Tomás era "extranjero" (mexicano) dejó su cargo y a finales de enero de 1831 salieron de Guatemala. El doctor Molina (presidente de Guatemala e íntimo amigo de Tomás) había conseguido que una patrulla militar montada escoltase el carruaje hasta la frontera con México; de ahí siguieron a San Cristóbal de las Casas, capital de Chiapas; continuaron a San Juan Bautista, capital de Tabasco, y de ahí se embarcaron en una goleta que los llevó a Campeche.

## Su casa en Mérida
La familia O'Horán permaneció unos meses en San Francisco de Campeche, haciendo y recibiendo visitas de parientes y amigos pero como la idea de don Tomás era residir en Mérida, hizo un corto viaje a esa ciudad para buscar una casa adecuada, la cual encontró y compró. Aunque estaba en buenas condiciones, la retocó y dejó flamante.
Esta casa está ubicada en la calle 65, número 519, entre las calles 62 y 64 (dirección actual). Es un predio de 25 metros de frente y 56 de fondo. La disposición y estilo es el clásico colonial español, con un gran jardín al centro, circundado por cuatro corredores con arcos de medio punto. El acceso es por un amplio zaguán con una gran sala a un lado, y al otro, una pieza que don Tomás destinó para su despacho. Tenía además, una recámara grande y dos menores. [El libro/la página tiene una foto de la fachada de la casa].
Entre sus hijos se encuentran el general Tomás O'Horán y Escudero y el doctor Agustín Jorge O'Horán, fundador de la Escuela de Medicina de Yucatán.